# Baixa Grande do Ribeiro
Baixa Grande do Ribeiro là một đô thị thuộc bang Piauí, Brasil. Đô thị này có diện tích 7808,945 km², dân số năm 2007 là 10447 người, mật độ 1,34 người/km².